# Rehberge (Frankfurt nad Odrą)
Rehberge – wzgórza na południu Frankfurcie nad Odrą, w dzielnicy Lossow, oddalony na południowy wschód od lasu Markendorfer Wald, nieopodal północnych krańców rezerwatu Ehemaliges Grubengelände Finkenheerd oraz jezior: Helenesee i Katjasee.